# Sport Luanda e Benfica
Sport Luanda e Benfica oder auch Benfica de Luanda ist ein angolanischer Fußballverein aus Luanda.

## Geschichte
Der Verein wurde 1922 unter den Namen Sport Luanda e Benfica gegründet, als Filialverein des portugiesischen Benfica Lissabon (port.: Sport Benfica e Lisboa). 1995 benannte sich der Verein um in Saneamentos Rangol Luanda. 2000 änderte er seinen Namen wieder in Sport Luanda e Benfica. Seine Heimspiele trägt der Verein im Estádio Nacional dos Coqueiros in Luanda aus. Den bisher größten nationalen Erfolg konnte Benfica de Luanda 2007 feiern, als man den SuperTaça de Angola gewinnen konnte. In dem Jahr qualifizierte sich der Verein erstmals für einen kontinentalen Wettbewerb. Nachdem man erfolgreich die dritte Runde absolviert hatte, wurde der Verein nachträglich ausgeschlossen, da nicht spielberechtigte Spieler zum Einsatz gekommen waren. Somit schied der Verein ohne Niederlage aus dem Wettbewerb aus.

## Erfolge
- SuperTaça de Angola: 2007
- Finalist Taça de Angola: 2006 (gegen Estrela Clube Primeiro de Maio verloren)

## Benfica in den afrikanischen Wettbewerben
| Saison | Wettbewerb            | Runde    | Land                         | Verein                   | Heim | Auswärts |
| ------ | --------------------- | -------- | ---------------------------- | ------------------------ | ---- | -------- |
| 2007   | CAF Confederation Cup | 1. Runde | Äquatorialguinea             | San Pedro Clavert FC     | 2:0  | 5:1      |
|        | CAF Confederation Cup | 2. Runde | Demokratische Republik Kongo | Daring Club Motema Pembe | 4:1  | 0:0      |
|        | CAF Confederation Cup | 3. Runde | Kamerun                      | Les Astres FC            | 3:0  | 1:1 1    |
| 2015   | CAF Confederation Cup | 1. Runde | Burundi                      | Le Messager FC de Ngozi  | 2:0  | 1:0      |
|        | CAF Confederation Cup | 2. Runde | Tunesien                     | Étoile Sportive du Sahel | 1:1  | 0:1      |